# Vivienne von Wattenwyl
Vivienne von Wattenwyl (auch Vivienne de Watteville, * 17. August 1900 in Somerset, Vereinigtes Königreich; heimatberechtigt in Bern; † 27. Juli 1957 in Surrey) war eine schweizerisch-britische Reiseschriftstellerin und Fotografin.

## Leben und Wirken
Vivienne von Wattenwyl war das einzige Kind des Grosswildjägers Bernhard Perceval von Wattenwyl und seiner Ehefrau Florence Emilie geborene Beddoes (1876–1909), Tochter eines britischen Marineoffiziers. Ihre Familie gehörte der Distelzwang-Linie der Familie Wattenwyl an.
Vivienne heiratete im Juli 1930 den Privatier George Gerard Goschen (1887–1953), der aus einer Diplomaten- und Politikerfamilie stammte. 1913 war Gerard Goschen Attaché bei der Botschaft des Vereinigten Königreichs in Berlin. Aus der Ehe gingen die Kinder David (1931–1980) und Tana (* 1932) hervor.
Vivienne von Wattenwyl verlor mit neun Jahren ihre Mutter, die an Krebs starb, und wuchs in einem Internat in Ascot auf. Jeden Sommer verbrachte sie mehrere Monate mit dem Vater in Sirdal in Norwegen, wo sie die Natur lieben lernte. Sie nannte ihn «Brovie» (Bruder), sie wurde von ihm «Murray» genannt. Als er 1914/1915 auf eine erste Expedition ins südliche Afrika (heute Simbabwe) ging, lernte sie ihre Grossmutter («Grandminion») Blanche Eleonore de Gingins kennen. Diese hatte sich scheiden lassen und war, in zweiter Ehe verwitwet, aus Argentinien nach Gingins zurückgekehrt. Zu ihr entwickelte sich ein enges Verhältnis.
Wattenwyl wollte ein Studium in Oxford beginnen, begleitete jedoch ihren Vater 1923 auf einer zweiten Jagdsafari nach Ost- und Zentralafrika (heute Kenia und Uganda). Das Naturhistorische Museum Bern hatte zugesagt, die Transportkosten für eine grosse Zahl Felle, Schädel und Knochen zu übernehmen. Auf der ersten Route legten sie in sieben Monaten etwa 2000 Kilometer zu Fuss zurück. Sie wurden von ungefähr vierzig Trägern, meist Kikuyu, begleitet. Vivienne präparierte die Felle der vom Vater erlegten Tiere, schabte säuberlich die Knochen ab und übernahm die Aufgabe der Expeditionsfotografin. Beide steckten sich mit Malaria an und litten zeitweise unter heftigen Fieberanfällen. Als vermutlich erste weisse Frau befuhr sie den Tana, nach dem sie ihre Tochter benannte. Während des zweiten Abschnitts der Expedition konnten nach sieben Wochen seltene Bongos in den Aberdare-Bergen erlegt werden.
Der dritte Abschnitt des Vorhabens führte Wattenwyl an den Victoria- sowie den Eduardsee und an die Hänge des Muhabura-Vulkans. Am 30. September 1924 schoss ihr Vater einen Löwen an, der ihn anschliessend anfiel. Mit dem dritten Schuss konnte er diesen noch töten. Seine Tochter, von einem Spirillumfieber (weswegen sie an der Jagd nicht teilgenommen hatte) geschwächt, versorgte die zahlreichen Wunden, konnte jedoch die Blutungen nicht stoppen. Ihr Vater starb am folgenden Tag und wurde am Ufer des Ishasha beerdigt. Wattenwyl hatte bis dahin nur Perlhühner und Dikdiks gejagt, übernahm aber die Expeditionsleitung und die Fleischversorgung der Träger. Nach etlichen Tagesmärschen wurde über Kabale Entebbe erreicht. Nach einer Erholungsphase brach sie erneut auf, um einen «weissen Nashornbullen» für die Berner Sammlung zu erlegen. 1927 schrieb sie darüber in einem Buch:

„Zunächst ging das Jagdabenteuer gut vonstatten. Watteville eroberte eine Trophäe nach der anderen, aber als man in der Nähe des Ruindiflusses war, ereignete sich etwas Furchtbares. Fräulein de Watteville lag an dem Tage, an dem eine große Jagd geplant war, an Fieber krank und mußte zurückbleiben. ‚Eine Krähe saß auf dem Baume, über mir, schreibt sie,‘ ‚und ihr heiserer, düsterer Ruf verfolgte mich wie ein schlimmes Vorzeichen den ganzen Tag durch meine Fieberträume. So erfüllten mich die Worte meines Vaters, als er zurückkam, mit einem plötzlichen Schrecken. Er sagte dem Diener, er solle ihm Wasser bringen, und als ich ihn fragte, was los sei, antwortete er mir: «Der Löwe hat mich in den Klauen gehabt.» Dann schwankte er ins Zelt. Seine Kleider waren vollkommen zerfetzt, das Blut troff überall von seinem Körper mit Ausnahme des Gesichts, das leichenblaß war. Er war in diesem Zustand zwei Stunden marschiert und konnte kaum sprechen.‘ Es war unnöglich, vor vier oder fünf Tagen einen Arzt zu erhalten. So mußte die Tochter die Wunden verbinden, und als sie ihm am nächsten Tage den rechten Arm untersuchte, sagte der Vater nachdenklich: ‚Ich glaube, du wirst ihn nicht retten können.‘ Vom Ellenbogen aus war alles Fleisch heruntergerissen und der Knochen freigelegt. Am nächsten Morgen erlag der berühmte Jäger seinen Wunden, und auf der Tochter lag nun die ganz [sic!] Last der Expedition. […] Zunächst wachte sie die ganze Nacht an der Leiche ihres Vaters bei dem Geheul der Hyänen, die so nahe waren, daß sie ihre aufgerichteten Ohren sich von dem sternerleuchteten Himmel abheben sah. Am nächsten Tag begrub sie die sterblichen Ueberreste ihres Vaters in afrikanischer Erde. Die 24jährige Dame hat die Jagdbeute, die der Vater zusammenbrachte, bedeutend vermehrt und auch ein weißes Rhinozeros erlegt. Unter unendlichen Mühen und Gefahren brachte sie ihre Schätze glücklich heim.“

Nach tagelanger Pirsch konnte sie im Dezember das Vorhaben erfolgreich abschliessen und kehrte nach Europa zurück. Insgesamt konnten dem Museum 134 Felle und Gehörne übergeben werden. Sie wurden zu Dermoplastiken verarbeitet und in Dioramen ausgestellt. Diese «Jagdtrophäen» gehören seit 1936 zu den Hauptattraktionen am aktuellen Standort. Eine neue Präsentation in kritischem Kontext zu Kolonialismus und Grosswildjagd wurde 2022 erarbeitet.

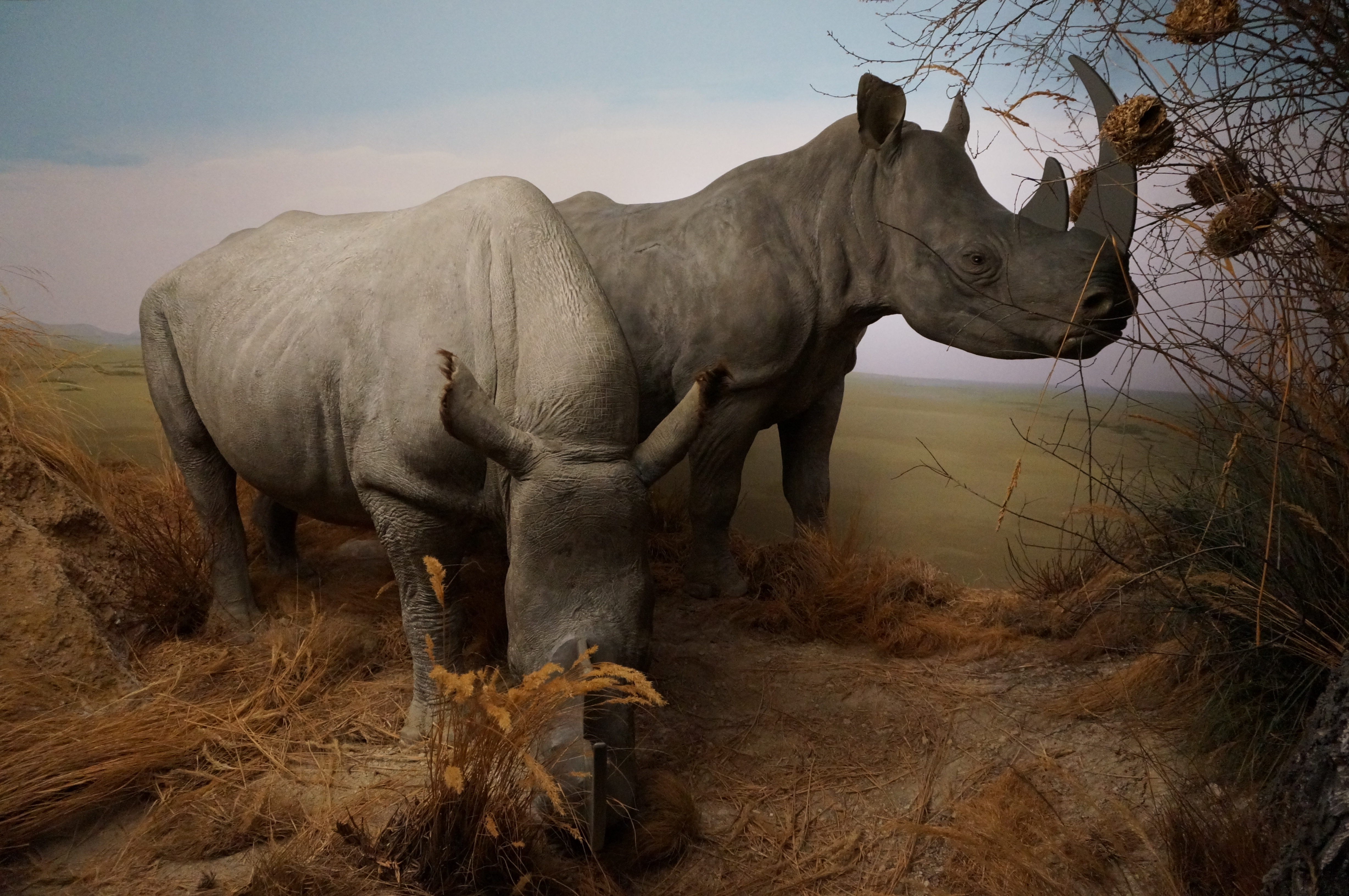
Vorne das von Wattenwyl erlegte Breitmaulnashorn

«Das hohe Gras erforderte einen Schuss im Stehen. Während wir uns heranpirschten und das Nashorn unruhig um sich blickte, gingen mir blitzartig hundert Gründe durch den Kopf, warum ich nicht schiessen sollte. Ich zögerte immer noch, da flüsterte mir Muthoka zu, das Nashorn sei im Begriff zu flüchten. Also hiess es: Jetzt oder nie! Denn das Nashorn laufen zu lassen, hätte weitere endlose Märsche bedeutet.»
1927 konnte Wattenwyl ihr erstes Buch veröffentlichen, das auch bei Ernest Hemingway Anerkennung fand. Daneben verhandelte sie mit dem Museum über eine zweite Expedition, um fehlende Gorillas und Okapis zu jagen. Im März 1928 hielt sie zwei Vorträge im «Bürgerhaus» in der Berner Neuengasse und warb Donatoren für den geplanten Museumsneubau, der die Wattenwylsammlung aufnehmen sollte. Von Juni 1928 bis März 1929 unternahm sie ihre zweite Reise, bei der sie jedoch nur fotografierte und ihre Eindrücke notierte. Zehn Wochen lebte sie in einer Hütte am Mount Kenya in 3000 Meter Höhe, wo sie knapp ein Buschfeuer überlebte.
In England und an der Côte d’Azur schrieb Wattenwyl an einem weiteren Buch. Auf der kleinen Insel Port-Cros versuchte sie vergeblich einen Zufluchtsort einzurichten. Ihr Buch über die damit verbundenen Erlebnisse erschien postum. Nach der Heirat lebte die Familie Goschen in einem abgelegenen Haus in Sussex. Ihr zweites Buch wurde 1936 mit einem Vorwort von Edith Wharton veröffentlicht. Neben der Arbeit an ihren Manuskripten verfasste sie Scripts für das Radio und journalistische Artikel. Zweimal, 1937 und 1949, besuchte sie Bern, um die jeweils neu eröffneten Säle mit der Sammlung Wattenwyl zu besichtigen. Weitere Reisen führten sie nach dem Ende des Zweiten Weltkriegs nach Alaska und mehrere Monate nach Mallorca.
Vier Jahre verwitwet, starb Vivienne Goschen-von Wattenwyl am 27. Juli 1957 an Krebs.

## Rezeption
Der Schweizer Lukas Hartmann verfasste 2002 den biographischen Roman Die Tochter des Jägers über Vivienne von Wattenwyl (erschienen bei Nagel & Kimche, Zürich).
Die Choreografin Cathy Marston und das Berner Ballett widmeten Vivienne von Wattenwyl einen zweiteiligen Ballettabend unter dem Titel «Lions, Tigers, and Women …».

## Publikationen (Auswahl)
- Bongo-Jagd in den Aberdaire-Bergen, Britisch-Ostafrika. Bericht über eine durch Bernhard P. von Wattenwyl zugunsten des Berner Naturhistorischen Museums im Frühling 1924 ausgeführte Expedition. Übersetzt von Rudolf von Tavel. In: Berner Tagblatt, 1925 und 1927.
- Out in the Blue. Methuen, London 1927.
  - In blaue Fernen. Afrikanische Jagdabenteuer. Hallwag, Bern 1949; Salm, Bern 2012. ISBN 978-3-7262-1422-7.
  - Bajo el cielo azul. 2023.
- Speak to the Earth. Methuen, London 1935.
  - L’appel de l’Afrique. Séjour et méditations parmi les éléphants et montagnes du Kenya. Payot, 1936.
    - Un thé chez les éléphants.
    - Petite musique de chambre sur le mont Kenya. Zweibändige Taschenbuchausgabe. Payot, 1997.

  - Allein und frei. Rückkehr nach Kenia. Erdmann, Wiesbaden 2020. ISBN 978-3-7374-0050-3.
- Seeds that the Wind may Bring. Methuen, London 1965.
  - Une Île sans pareille – Souvenirs de Port-Cros 1929–1930. Claire Paulhan, 2019 und 2022. ISBN 978-2-912222-66-4.

## Belege
1. 1 2 3  Hans Braun: Bernhard Perceval von Wattenwyl. In: Historisches Lexikon der Schweiz.  11. November 2014.
2. ↑  Gesellschaftsnachrichten. Deutschland. In: Neues Wiener Journal, 12. Jänner 1913, S. 22 (online bei ANNO).
3. 1 2 3 4 5 6  Vivienne von Wattenwyl (de Watteville), 1900–1957 (abgerufen am 28. Juni 2024).
4. 1 2  Eine Heldin im dunkelsten Afrika. In: Pester Lloyd, 20. April 1927, S. 6 (online bei ANNO).
5. ↑  Zitat Vivienne von Wattenwyls, übersetzt von Lukas Hartmann.

| Personendaten    | Personendaten |
| ---------------- | --- |
| NAME             | Wattenwyl, Vivienne von |
| ALTERNATIVNAMEN  | Wattenwyl, Vivienne Florence Beatrice von (vollständiger Name); Watteville, Vivienne de (französisch); Goschen, Vivienne (Ehename); Goschen von Wattenwyl, Vivienne (Ehename) |
| KURZBESCHREIBUNG | schweizerisch-britische Reiseschriftstellerin und Fotografin |
| GEBURTSDATUM     | 17. August 1900 |
| GEBURTSORT       | Somerset, Vereinigtes Königreich |
| STERBEDATUM      | 27. Juli 1957 |
| STERBEORT        | Surrey, Vereinigtes Königreich |